# Buthus barcaeus
Espèce
Synonymes
- Buthus occitanus barcaeus Birula, 1909

Buthus barcaeus est une espèce de scorpions de la famille des Buthidae.

## Distribution
Cette espèce est endémique de Libye. Elle se rencontre vers la côte méditerranéenne.

## Systématique et taxinomie
Cette espèce a été décrite sous le protonyme Buthus occitanus barcaeus par Birula en 1909. Elle est élevée au rang d'espèce par Kovařík en 2006.

## Étymologie
Son nom d'espèce lui a été donné en référence au lieu de sa découverte, Barca.

## Publication originale
- Birula, 1909 : « Scorpione und Solifugen von Tripolis und Barka. Nach der Sammlung von Dr. Bruno Klaptocz im jahre 1906. » Zoologische Jahrbücher. Abteilung für Systematik, Geographie und Biologie der Tiere, vol. 28, p. 505-522 (texte intégral).